# Большаков, Леонид Наумович
Леонид Наумович Большако́в (Грейсерман Леонид Неяхович; 1924 — 2004) — советский и российский литературовед. Заслуженный деятель науки Российской Федерации (1994), Заслуженный работник культуры Украины (1992). Лауреат Государственной премии Украины имени Тараса Шевченко (1994).

## Биография
Родился 1 января 1924 года в Сновске (ныне Черниговская область, Украина).
В конце 1950-х работал корреспондентом в газете «Орский рабочий».
Кандидат филологических наук (1969, диссертация «Изучение окружения и связей Т. Шевченко как источник исследования его творчества периода ссылки, 1847—1857 гг.»), профессор (1980). Первый почётный доктор Оренбургского государственного университета (1998).
Директор Научно-исследовательского института «Институт Тараса Шевченко» г. Оренбург с 27.03.1993 года (закрыт в 2004).
Скончался 2004 году. Похоронен на кладбищенском комплексе «Степной-1».

## Научная деятельность
Шевченковедческие труды Большакова посвящены исследованию архивных материалов о пребывании Т. Г. Шевченко в ссылке, его окружении. Составил словарь «Тарас Шевченко и его окружение периода оренбургской ссылки» (в его книге «Лета невольничі», Киев, 1971).
Автор книг «По следам Оренбургской зимы» (Челябинск, 1974), «Лета невольничі» (К., 1971), «Быль о Тарасе» (М., 1993, 3 тома) и др. а также статей, опубликованных в сборниках трудов научных шевченковских конференций и в периодической печати.
3-томное исследование «Быль о Тарасе», за которое исследователю была присвоена Шевченковская премия, критиковалось за нехватки критического анализа исторических источников и чрезмерную детализацию эпизодов, не имеющих отношения к теме исследования.

## Награды и премии
- Заслуженный деятель науки Российской Федерации (29 августа 1994 года) — за заслуги в научной деятельности[4]
- Заслуженный работник культуры Украины (1992)
- Государственная премия Украины имени Тараса Шевченко (2 марта 1994 года) — за документальную трилогию «Годы невольничьи» (Быль о Тарасе)[5]
- премия СМ УССР имени П. Тычины (1992)
- Почётный гражданин Оренбурга (1993)